# E18
|  | No s'ha de confondre amb E018. |

La ruta europea E18 és una carretera que forma part de la Xarxa de carreteres europees. Comença a Craigavon (Irlanda del Nord) i finalitza a Sant Petersburg (Rússia). Té una longitud de 2869 km. Té una orientació d'est a oest i passa per Oslo, Estocolm i Hèlsinki i pels països del Regne Unit, Noruega, Suècia, Finlàndia i Rússia.

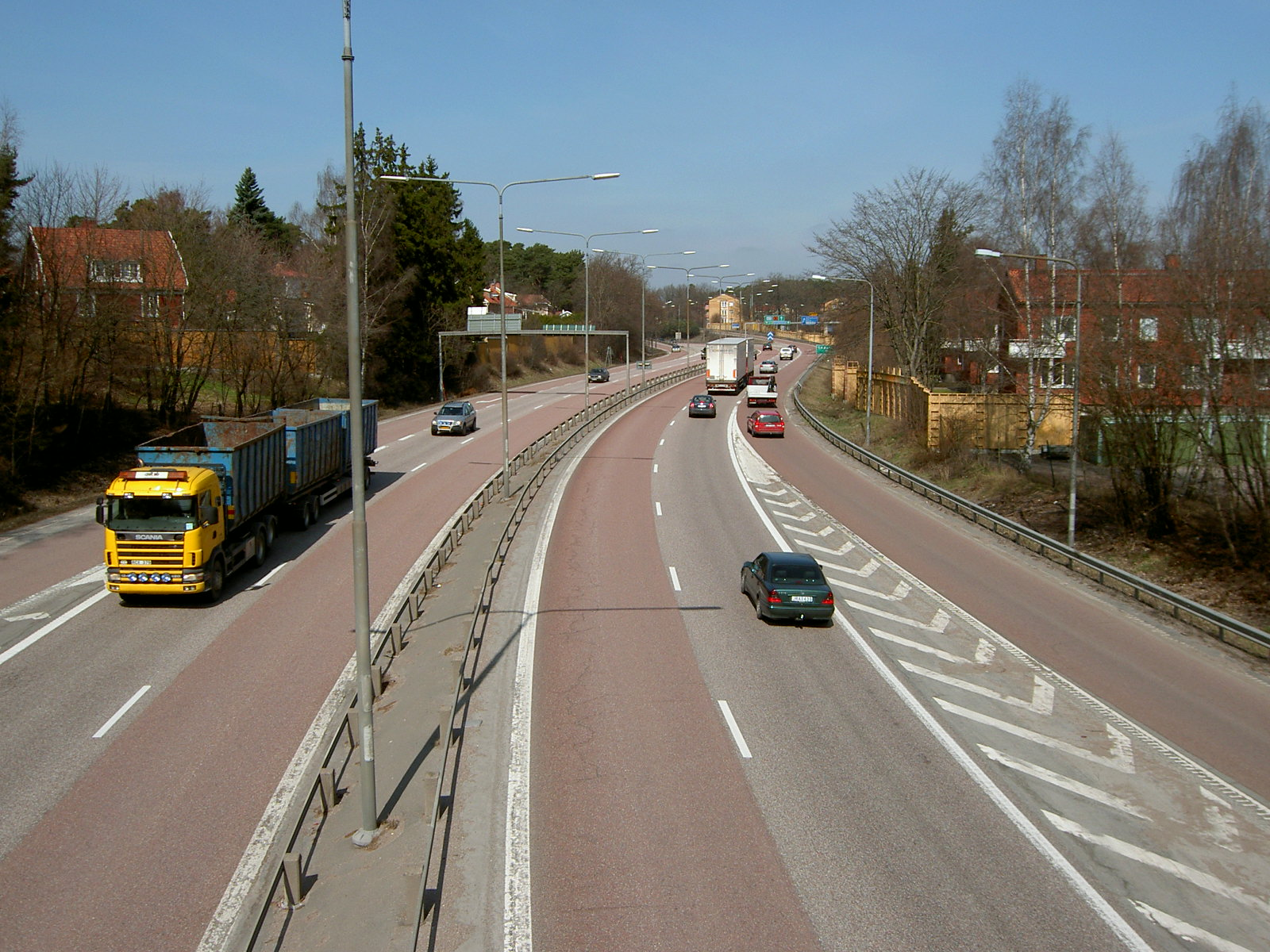
L'E18 a prop de Västerås a Suècia.